# Lasioptera chichindae
Lasioptera chichindae är en tvåvingeart som först beskrevs av Grover 1965.  Lasioptera chichindae ingår i släktet Lasioptera och familjen gallmyggor. Inga underarter finns listade i Catalogue of Life.